# Ken Lo
Ken Lo (chiń. upr. 卢惠光; chiń. trad. 盧惠光; pinyin Lú Huìguāng; jyutping Lou4 Wai6 Gwong1; ur. 19 marca 1957 w Stœ̆ng Trêng) – hongkoński aktor. Wystąpił w ponad stu filmach.

## Filmografia

### Jako aktor

#### Filmy pełnometrażowe
| Rok  | Tytuł                   | Rola                         |
| ---- | ----------------------- | ---------------------------- |
| 1985 | Da gung wong dai        | Kickboxer                    |
| 1986 | Nui ji za pai jun       | Zbir                         |
| 1986 | Piętno nienawiści       | Zbir Michaela                |
| 1987 | Projekt A 2             | Brains                       |
| 1998 | Zgadnij, kim jestem?    | Commando Tasek               |
| 1998 | Godziny szczytu         | Człowiek Juntao              |
| 2004 | Nowa policyjna opowieść | Kwong, członek zespołu Winga |
| 2004 | W 80 dni dookoła świata | Francuski odtwórca           |
| 2005 | Mit                     | Smok                         |
| 2006 | Niania w akcji          | Baldie                       |
| 2009 | Incydent                | Mały Tai                     |
| 2010 | Mały wielki wojownik    | Gwardzista Yong              |
| 2012 | Chiński zodiak          | Herszt piratów               |
| 2016 | House of Wolves         |                              |